# Brygge
Brygge (nederländska: Brugge, franska: Bruges, tyska: Brügge) är en stad i nordvästra Belgien. Brygge är den största staden och huvudstad i provinsen Västflandern som ligger i delstaten Flandern.
Två av stadens främsta sevärdheter är de båda gotiska tegelkyrkorna Sint Salvatorkerk och Onze-Lieve-Vrouwekerk. Den medeltida stadskärnan blev år 2000 upptagen på Unescos världsarvslista.
Staden är även känd för elituniversitet och internatet College of Europe som syftar till att utbilda en elit av unga ledare för Europa.

## Kommunen Brygge
Kommunen omfattar staden Brygge och samhällena Assebroek, Dudzele, Koolkerke, Lissewege, Sint-Andries, Sint-Jozef, Sint-Kruis, Sint-Michiels, Sint-Pieters, Zwankendamme och Zeebrygge (modern havshamn för Brygge). Brygge hade 31 december 2009 en folkmängd på 116 570 invånare.

## Historia

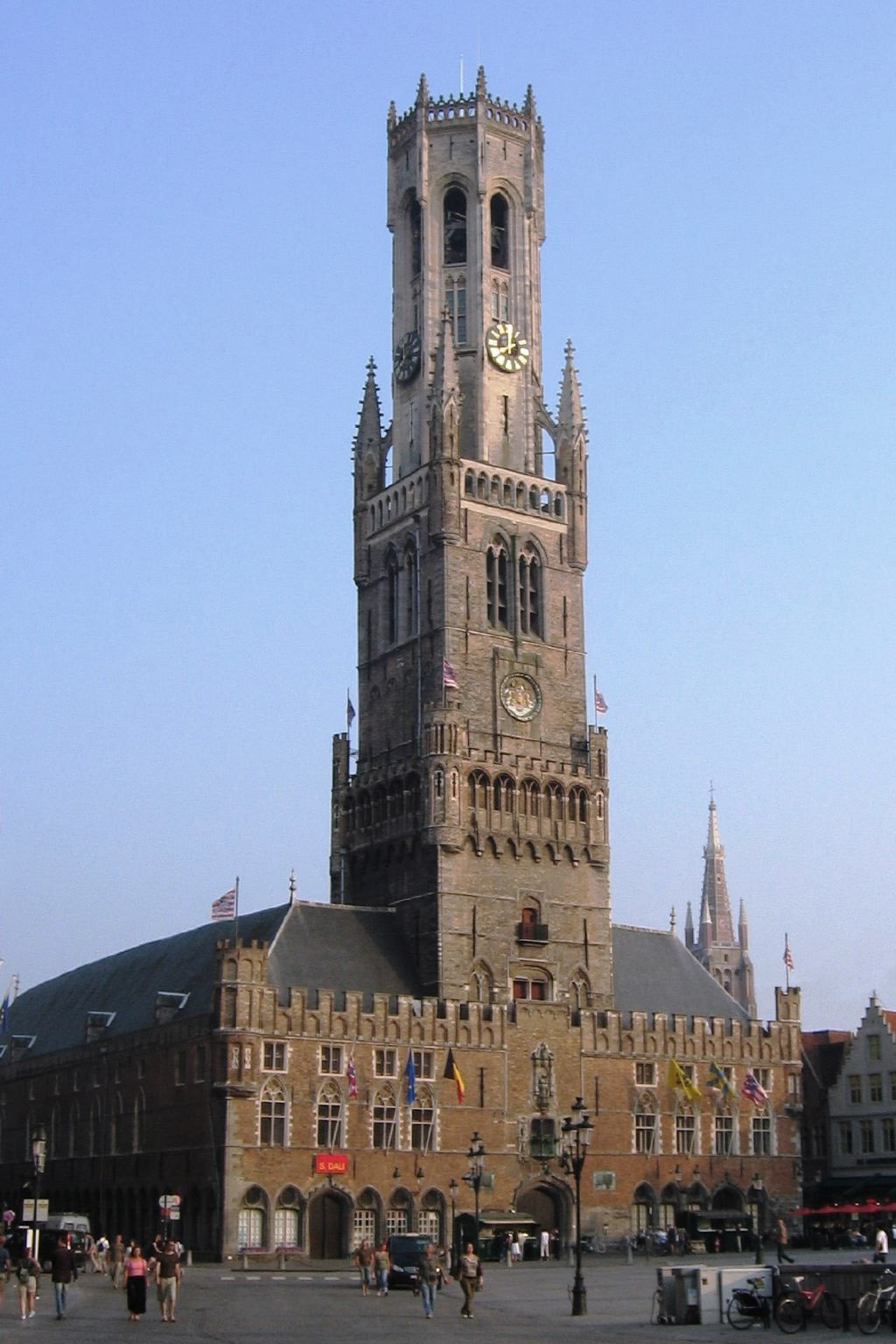
Beffroi

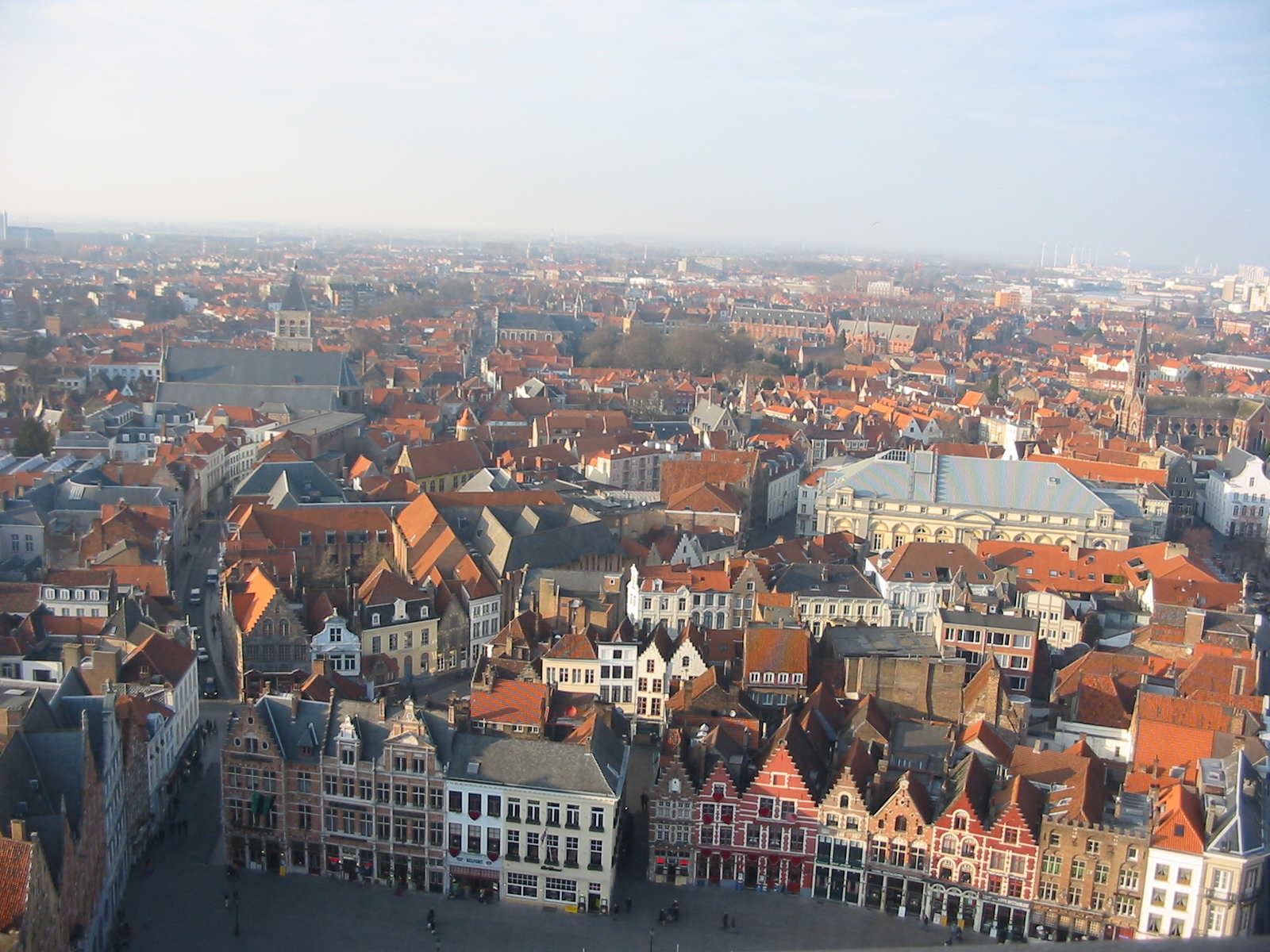
Vy över Brygge (bild tagen från beffroi)

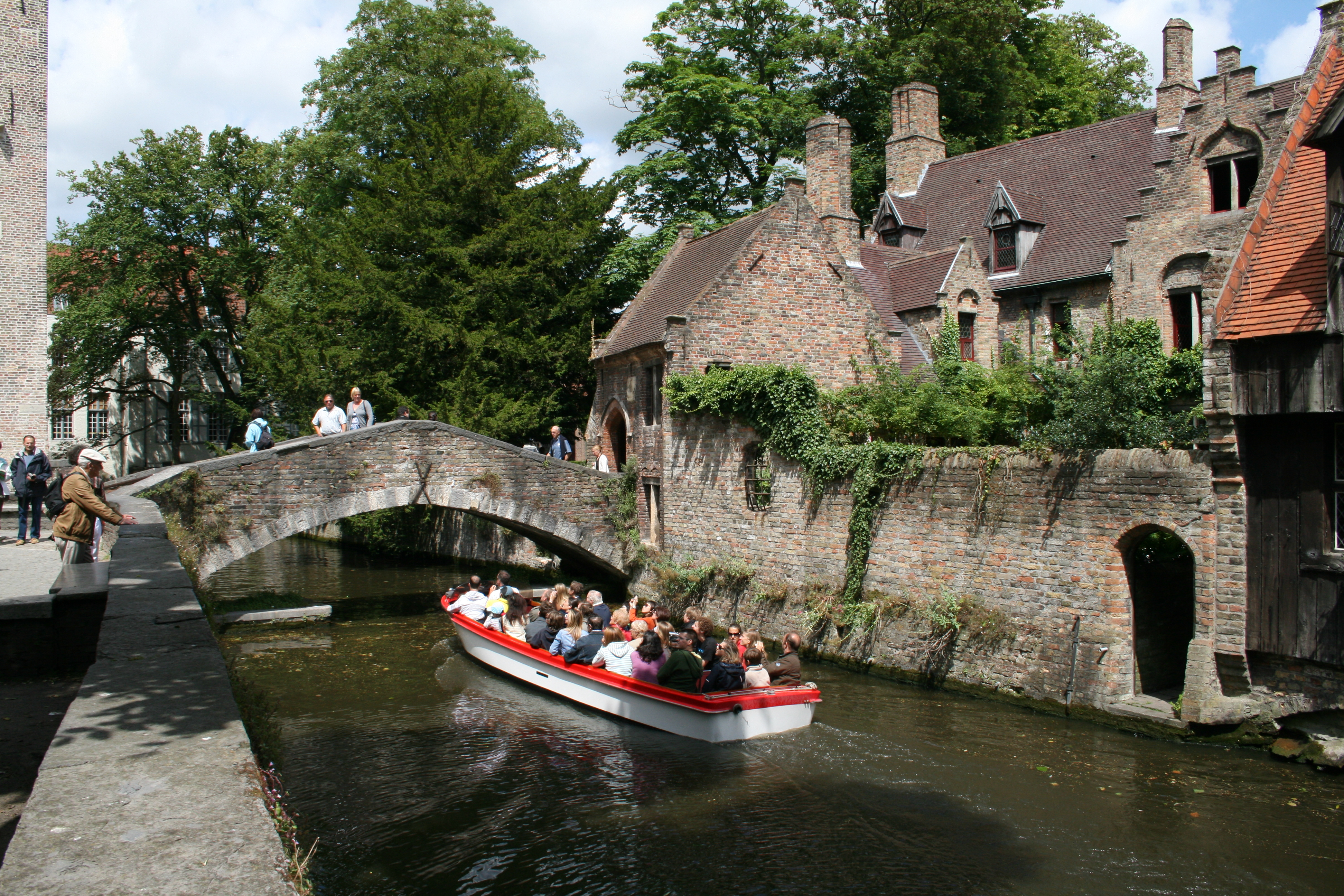
Stadskanal

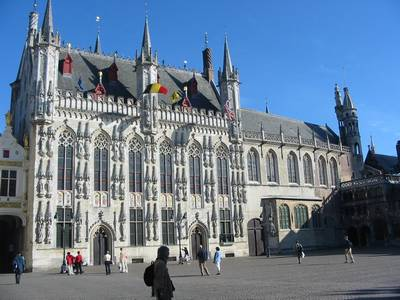
Brygges stadshus

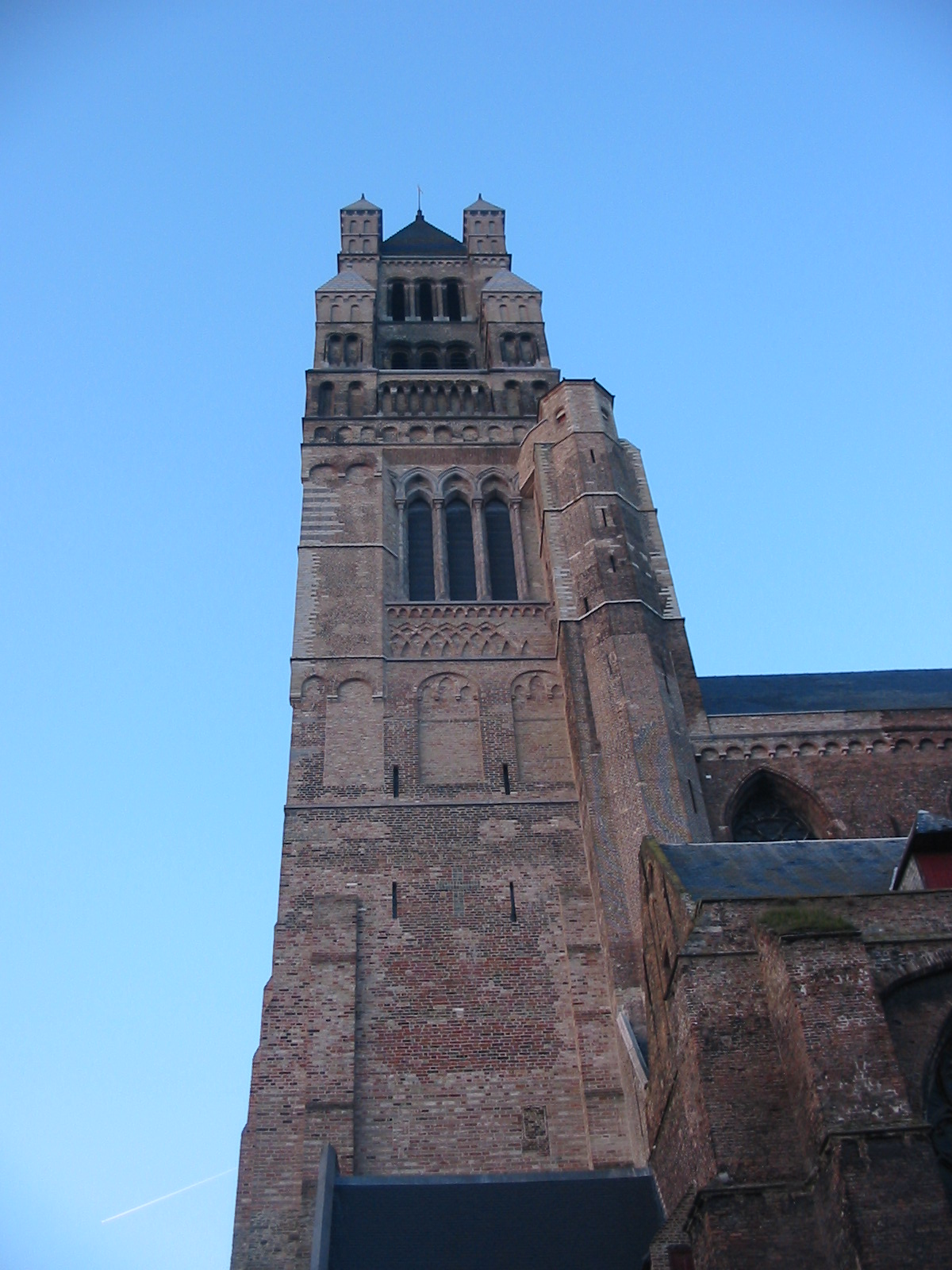
Sint Salvatorkerk

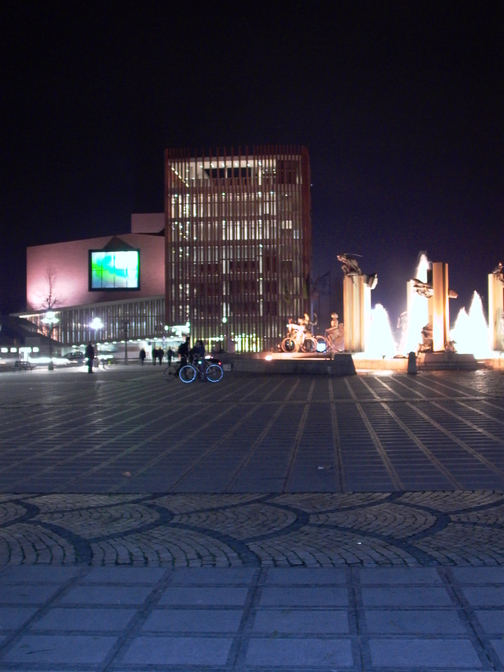
Konserthallen

Brygges historia börjar för mer än 2 000 år sedan då en gallisk-romersk bosättning skapades på platsen. Namnet Brygge kommer sannolikt från det gammalnederländska ordet för bro eller brygga, brugga. Namnet Brygge dyker först upp i dokument och på mynt i mitten av 800-talet. På den tiden fanns redan ett starkt citadell i Brygge.
Brygge har en lång tradition med internationell hamnaktivitet. Den äldsta bosättningen i Brygge och den tidiga medeltida hamnen kunde nås från havet fram till omkring år 1050. En stormflod år 1134 omformade det flamländska kustlandskapet. En djup kanal bildades, Zwin, vilken på den tiden gick ända fram till dagens Damme. Stadens länk till havet fanns kvar fram till 1400-talet genom en kanal från Zwin till Brygge, men Brygge var nu tvunget att använda ett antal slussar.
Under 1000-talet växte Brygge till en riktig stad. Det framväxande stadslivet på 1100-talet, ullmarknaden, yllevävarindustrin och tygmarknaden drog fördel av stadsmurarnas skydd och vinsterna kunde säkert samlas in under överinseende av Flanderns grevar. Brygge var redan i början av 1200-talet med i det flamländska tygsystemet. Stadens entreprenörer gav sig iväg för att skapa ekonomiska kolonier i Englands och Skottlands ullproducerande distrikt. Engelska kontakter gav normandiskt spannmål och viner från Gascogne. Hansaskepp fyllde hamnen som man var tvungen att expandera utanför Damme till Sluis för att inrymma de nya koggfartygen.
År 1277 nådde den första köpmannaflottan från Genua Brygges hamn. Det var den första av handelskolonierna som gjorde Brygge till huvudlänken för handel mellan Västeuropa och Medelhavsområdet. Denna utveckling öppnade inte bara handel med kryddor från Levanten utan gav även avancerade kommersiella och finansiella tekniker och en enorm mängd kapital som snart tog över bankväsendet i Brygge. Börsen öppnade 1309 och utvecklades till en sofistikerad pengamarknad i lågländerna på 1300-talet. När de första venetianska galeonerna ankom år 1314 var de senkomna.
Befolkningen växte från cirka 35 000 invånare år 1340 till kanske 100 000 före år 1500, då den naturliga länken mellan Brygge och havet försvann och Antwerpen blev en svår rival.
Inte alla invånare i Brygge drog fördel av den växande ekonomin. Skillnaderna i inkomst mellan handelsmän och adeln var stor. Våldsamma revolter, liknande dem 1280 och 1436–1438 slogs tillbaka. Under 1302 års resning valde vanligt folk att stå på greven av Flanderns sida mot kungen av Frankrike och de välbärgade. Den första franska garnisonen besegrades i maj 1302 och två månader senare, 11 juli 1302, var Brygge med i flamländska segern i Sporrslaget vid Kortrijk.
Efter en nedgång under senare delen av 1300-talet och under 1400-talet, återhämtade sig Brygge till viss del under 1500-talet. Staden hade dock förlorat sin ledande handelsposition till Antwerpen. Flanderns utbrytning från Nederländerna 1584 ledde till slutgiltiga nedgången för Brygge. År 1600 var Brygge en vanlig provinsstad med en mycket låg marin status. 2 oktober 1666 fick 50 av stadens fiskare rätt att fiska i engelska vatten, som tack för att Karl II av England fått tillflykt i staden undan Oliver Cromwell.
Staden fick ett nytt uppsving i början av 1900-talet sedan Brygge-Zeebrygge-kanalen anlagd 1896–1907 färdigställts.

## Sevärdheter
Brygge är en av Belgiens största turistattraktioner och var 2002 Europas kulturhuvudstad tillsammans med Salamanca.
Än är de flesta medeltida byggnaderna intakta. Bland annat 
- Sint-Salvatorkerk Stadens katedral uppfördes under äldre medeltid men ombyggdes i gotik, och uppvisar prov på den franska gotikens övergång till Nordeuropeisk och baltisk tegelgotik.[5]
- Vrowekerk Även denna kyrka exempel på övergången mellan fransk gotik och baltisk tegelgotik, kyrkan utmärks av sitt höga torn. Har finns Michelangelos madonna med Jesusbarnet.[5]
- Johanneshospitalet - som rymmer kända exempel på flamländskt måleri, bland annat verk av Hans Memling, däribland det berömda Ursulaskrinet.[5]
- Fyra av stadens stadsportar är bevarade.[5]
- Groeningemuseum
- Belfort - klocktornet

Andra berömda byggnader är justitiepalatset från 1720-talet, kanslihuset Le Greffe och Heliga blodets kapell.

### Belfort
På det stora torget Markt i Brygge reser sig det ståtliga åttkantiga och 83 m höga klocktornet från år 1432. Klocktornet är hamnstadens främsta landmärke framför allt för att det förr var i besittning av stadens privilegiebrev. Det är därför en konstant påminnelse om stadens viktiga förflutna som handelsstad. Under 1200-1500-talen uppförde många städer i Flandern och i Hainaut höga torn. Städer konkurrerade med varandra om att konstruera det högsta tornet. Tornen syfte var att symbolisera såväl kommunens makt som prestige. Tornens funktion var att förvara kommunens privilegiebrev och senare på 1800-talet till för att hänga upp stadens klockspel i.
Klocktornet i Brygge är ett av de finaste av sitt slag och med dess arkitektur där det mycket utmärkande i staden. Det byggdes på 1400-talet för att då ersätta det trätorn som tidigare funnits på platsen, men som brann ned år 1240. Det består av två lägre våningsplan från 1282–1296 medan den åttkantiga delen av tornet byggdes på 1482–1487. Ovanpå byggdes sedan en spira men denna eldhärjades flera gånger.
Efter den senaste restaureringen av spiran ersattes den år 1882 istället av ett nygotiskt räcke. Invändigt leder en trappa upp till taket. På vägen upp i tornet passerar man skattkammaren där stadens rättigheter samt privilegier förvarades. När man når det 172:a trappsteget befinner man sig i ett rum med en imponerande syn uppåt. Därefter från det 333:e steget är tornets klockspel synligt med dess stora trumma. Klockan är utformad av Antonius de Hondt år 1748. Klockspelet utgörs av 47 klockor som sammanlagt väger 27 ton. Dessa är inställda på att spela en folklig melodi var 15:e minut. Väl högst upp i tornet efter 366 steg har man utsikt över hela Brygge och de omgivande arkitektoniskt intressanta byggnaderna.

## Blandade fakta
- Den första tryckta boken på engelska publicerades i Brygge av Wiliam Caxton.
- Kung Karl II av England tillbringade en stor del av sin exil här.
- Den flamländska matematikern Simon Stevin (1548-1620) föddes i Brygge
- Den franska NBA-spelaren Tony Parker föddes i Brygge då hans amerikanske far spelade basketboll där.
- Flera ölsorter kommer från Brygge, bland annat Brugse Tripel (ljust öl) och Brugs (veteöl), bryggda av Alken-Maes och Brugse Zot (ljust öl) bryggd av “De Halve Maan”, det enda aktiva familjebryggeriet i Brygges centrum.
- Brygge har två fotbollsklubbar i Jupiler League: Club Brugge och Cercle Brugge KSV.
- I Brygge ligger Europas Högskola, en institution för eftergymnasiala studier inom europeisk ekonomi, juridik och politik.
- Den mest kända boken om Brygge är Bruges-la-Morte (1892) av Georges Rodenbach. Denna roman beskriver Brygge under 1800-talet som en tom, död stad. Ändå ledde publikationen till en första turistvåg. Genom romanen kunde läsarna bekanta sig med många platser och byggnader i Brygge som idag är sevärdheter. Inte oväntat är Brygge också skådeplatsen för Erich Wolfgang Korngolds efterföljande opera Die tote Stadt – den döda staden – från 1920.

- Filmen "In Bruges" från 2008 utspelar sig helt och hållet i Brygge. Det är en svart komedi som är skriven och regisserad av britten Martin McDonagh, med skådespelarna Colin Farrell, Brendan Gleeson och Ralph Fiennes i huvudrollerna.